# Adrian Gottlieb von Rhein
Adrian Gottlieb von Rhein (* um 1745; † 31. Oktober 1805 in Tilsit) war ein preußischer Generalmajor und Regimentschef.

## Leben

### Familie
Adrian Gottlieb war Angehöriger des pommerschen Adelsgeschlechts von Rhein und Sohn des preußischen Leutnant und Erbherrn auf Wildenhagen Henning Otto von Rhein (1692–1760).
Er vermählte sich mit Friederike Wilhelmine Albertine Ernestine, Gräfin Finck von Finckenstein (* 21. August 1761; † 4. Juli 1835) Tochter des Grafen Ludwig Ernst Finck von Finckenstein (* 31. März 1733; † 24. März 1785) und der Christiane Hedwig Felizitas von Schmettau (* 7. März 1735; † 1. März 1774).
Aus der Ehe sind drei Töchter hervorgegangen:
1. Auguste Charlotte (* 5. November 1785; † 26. Januar 1835)
2. Julie Friederike Christiane (1790–1796)
3. Amalie Caroline (* 5. August 1800)

### Laufbahn
Rhein avancierte am 21. Juni 1788 zum Major im Dragonerregiment Nr. 7, wurde 1797 Kommandeur in Insterburg, stieg am 21. Mai 1799 weiter zum Oberst auf und wurde schließlich am 21. Mai 1805 in den Rang eines Generalmajors befördert.
Bereits am 15. Juni 1802 hatte er anlässlich der Revue bzw. des damit in Zusammenhang stehenden Treffens mit Kaiser Alexander I. bei Memel den Orden Pour le Mérite erhalten.
Noch im Oktober 1805 wurde Rhein Chef des Dragonerregiment Nr. 7, er verstarb aber noch im selben Monat im 60. Lebensjahr.